# Adachitoka
Adachitoka (あだちとか?) è il nome d'arte di una coppia di fumettiste giapponesi composta da
Adachi (安達?; Murayama, 14 dicembre ...) e 
Tokashiki (渡嘉敷?; Naha, 28 novembre ...).
La prima si occupa dell'illustrazione dei personaggi mentre la seconda del background.

## Opere
- Alive - Evoluzione finale (アライブ - 最終 進化的 少年?), manga 2003 (illustrazioni).
- Noragami (ノラガミ?), manga 2010.